# Bismuthisme
 (juin 2025).
La mise en forme du texte ne suit pas les recommandations de Wikipédia : il faut le « wikifier ».
Les points d'amélioration suivants sont les cas les plus fréquents. Le détail des points à revoir est peut-être précisé sur la page de discussion.
- Les titres sont pré-formatés par le logiciel. Ils ne sont ni en capitales, ni en gras.
- Le texte ne doit pas être écrit en capitales (les noms de famille non plus), ni en gras, ni en italique, ni en « petit »…
- Le gras n'est utilisé que pour surligner le titre de l'article dans l'introduction, une seule fois.
- L'italique est rarement utilisé : mots en langue étrangère, titres d'œuvres, noms de bateaux, etc.
- Les citations ne sont pas en italique mais en corps de texte normal. Elles sont entourées par des guillemets français : « et ».
- Les listes à puces sont à éviter, des paragraphes rédigés étant largement préférés. Les tableaux sont à réserver à la présentation de données structurées (résultats, etc.).
- Les appels de note de bas de page (petits chiffres en exposant, introduits par l'outil «  Source ») sont à placer entre la fin de phrase et le point final[comme ça].
- Les liens internes (vers d'autres articles de Wikipédia) sont à choisir avec parcimonie. Créez des liens vers des articles approfondissant le sujet. Les termes génériques sans rapport avec le sujet sont à éviter, ainsi que les répétitions de liens vers un même terme.
- Les liens externes sont à placer uniquement dans une section « Liens externes », à la fin de l'article. Ces liens sont à choisir avec parcimonie suivant les règles définies. Si un lien sert de source à l'article, son insertion dans le texte est à faire par les notes de bas de page.
- La présentation des références doit suivre les conventions bibliographiques. Il est recommandé d'utiliser les modèles {{Ouvrage}}, {{Chapitre}}, {{Article}}, {{Lien web}} et/ou {{Bibliographie}}. Le mode d'édition visuel peut mettre en forme automatiquement les références.
- Insérer une infobox (cadre d'informations à droite) n'est pas obligatoire pour parachever la mise en page.

Pour une aide détaillée, merci de consulter Aide:Wikification.
Si vous pensez que ces points ont été résolus, vous pouvez retirer ce bandeau et améliorer la mise en forme d'un autre article.
 (juin 2025).
 (juin 2025).
Le bismuthisme est une pathologie dermatologique rare résultant de l'utilisation prolongée de bismuth.
Bien qu'étant beaucoup plus rare qu'avec l'argent, le bismuth peut causer une décoloration cutanée persistante ressemblant à l'argyrie. La conjonctive et la muqueuse orale, tout comme la peau, sont souvent atteintes par la maladie. Les granules de pigments sont dispersés de façon homogène dans le derme, donnant à la peau une couleur bleue ou bleu-gris. Cette pathologie est extrêmement rare donc encore mal comprise par la médecine moderne. Des colorations spécifiques et des méthodes de spectroscopie doivent être utilisées pour identifier les pigments cutanés atteints par le bismuth. 
En général, le bismuth provoque une ligne noire, due au sulfure de bismuth, le long des gencives et près des dents, similaire à la ligne de Burton que l'on retrouve dans le saturnisme. Ce signe est rare en cas d'édentement ou si les gencives et les dents sont saines. Il est plus souvent retrouvé en cas de gingivite ou de dent cariée. L'excès de bismuth peut engendrer une stomatite. Des cas encore plus rares de pigmentation du vagin et du col de l'utérus ont été rapportés.